# Moldava nad Bodvou
Moldava nad Bodvou (mađ. Szepsi, njem. Moldau an der Bodwa) je grad u Košičkom kraju u južnom djelu istočne Slovačke. Grad upravno pripada Okrugu Košice - okolie. 

## Zemljopis
Moldava nad Bodvou leži u zapadnom dijelu Košicke kotline u jugoistočnoj Slovačkoj na rijeci Bodvi. Nalazi se 28 km južno od regijonalnog središta Košica.

## Povijest
Grad je osnovan u 12. stoljeću. Nijemački doseljenici prvi put spominju grad 1255. godine "vila curriferorum Zekeres", 1329. godine prvi puta se spominje naziv Moldava. Grad se je brzo razvijao sve do pojave Turaka i kuge koji su zaustavili gospodarski razvoj grada.
Do 1918. godine grad je pripadao Kraljevini Ugarskoj kada je pripojen novonastaloj državi Čehoslovačkoj. Poslije Prve bečke arbitraže grad je nakratko vraćen Mađarskoj od 1938. do 1945. godine.
Nakon drugog svjetskoga rata grad je naglo industrijaliziran s ljevaonicom, proizvodnjom građevinskoga materijala i drvnom industrijom.

## Stanovništvo
| Godina:     | 1993. | 2003.   | 2013.    | 2023.   |
| ----------- | ----- | ------- | -------- | ------- |
| Broj ljudi: | 9271  | 9685    | 11 186   | 10 254  |
| Razlika:    |       | +4,46 % | +15,49 % | -8,33 % |

| Godina:     | 2022.  | 2023.   |
| ----------- | ------ | ------- |
| Broj ljudi: | 10 266 | 10 254  |
| Razlika:    |        | -0,11 % |

Prema popisu stanovništva iz 2001. godine grad je imao 9525 stanovnika.

### Etnički sastav
- Slovaci - 50,49 %
- Mađari - 43,65 %
- Romi - 3,71 %
- Česi -  0,49 %

### Religija
- rimokatolici - 73,61 %
- ateisti - 6,91 %
- grkokatolici - 3,42 %
- luterani - 1,12 %

## Gradovi prijatelji
- Brzozów, Poljska
- Tišnov, Češka
- Edelény, Mađarska
- Encs, Mađarska
- Karcag, Mađarska
- Tarcal, Mađarska

## Vanjske poveznice
- Službena stranica grada

### Ostali projekti
|  | Zajednički poslužitelj ima još gradiva o temi Moldava nad Bodvou |